# Sousedovice
Sousedovice jsou obec v okrese Strakonice v Jihočeském kraji. Leží necelé čtyři kilometry jihozápadně od Strakonic. Žije v ní 349 obyvatel. Leží na severním okraji Šumavského podhůří (podcelek Bavorovská vrchovina, okrsek Volyňská vrchovina), při soutoku Libětického a Smiradického potoka v povodí Volyňky.

## Historie
První písemná zmínka o obci pochází z roku 1243.

## Obyvatelstvo
| Rok            | 1869 | 1880 | 1890 | 1900 | 1910 | 1921 | 1930 | 1950 | 1961 | 1970 | 1980 | 1991 | 2001 | 2011 | 2021 |
| -------------- | ---- | ---- | ---- | ---- | ---- | ---- | ---- | ---- | ---- | ---- | ---- | ---- | ---- | ---- | ---- |
| Počet obyvatel | 325  | 332  | 285  | 293  | 278  | 274  | 278  | 249  | 214  | 158  | 188  | 177  | 224  | 279  | 314  |
| Počet domů     | 50   | 52   | 52   | 52   | 52   | 51   | 52   | 56   | 56   | 49   | 52   | 64   | 66   | 75   | 98   |

## Obecní správa

### Části obce
- Smiradice
- Sousedovice

V letech 1964–1990 k obci patřily i Libětice.

### Obecní symboly
Znak a vlajka byly obci uděleny rozhodnutím předsedy Poslanecké sněmovny Parlamentu České republiky dne 25. března 2005.

## Osobnosti
- František Šíp (1881–1935), voják, legionář a bankéř, ředitel Legiobanky

## Galerie

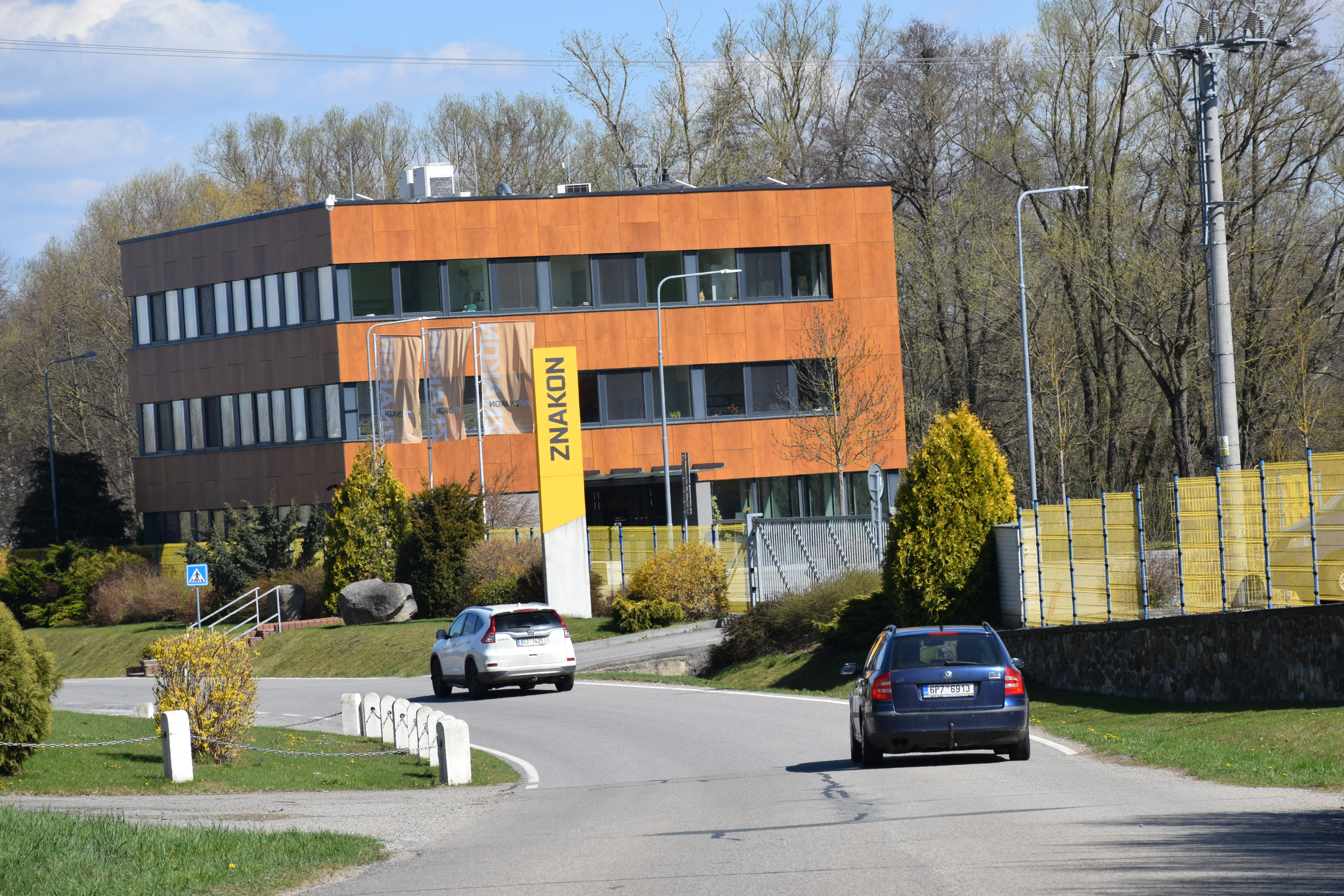
Firma Zaikon
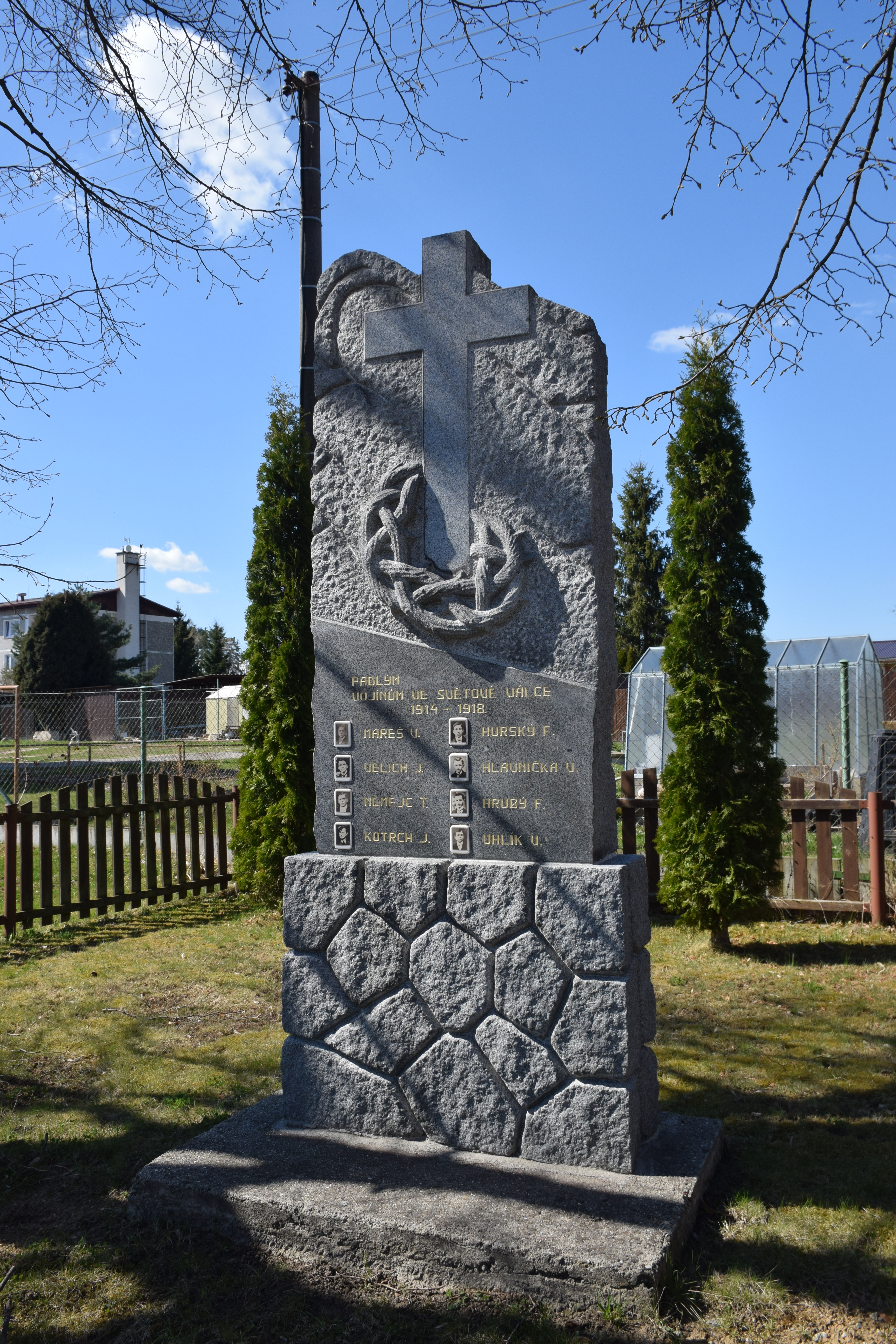
Pomník padlým
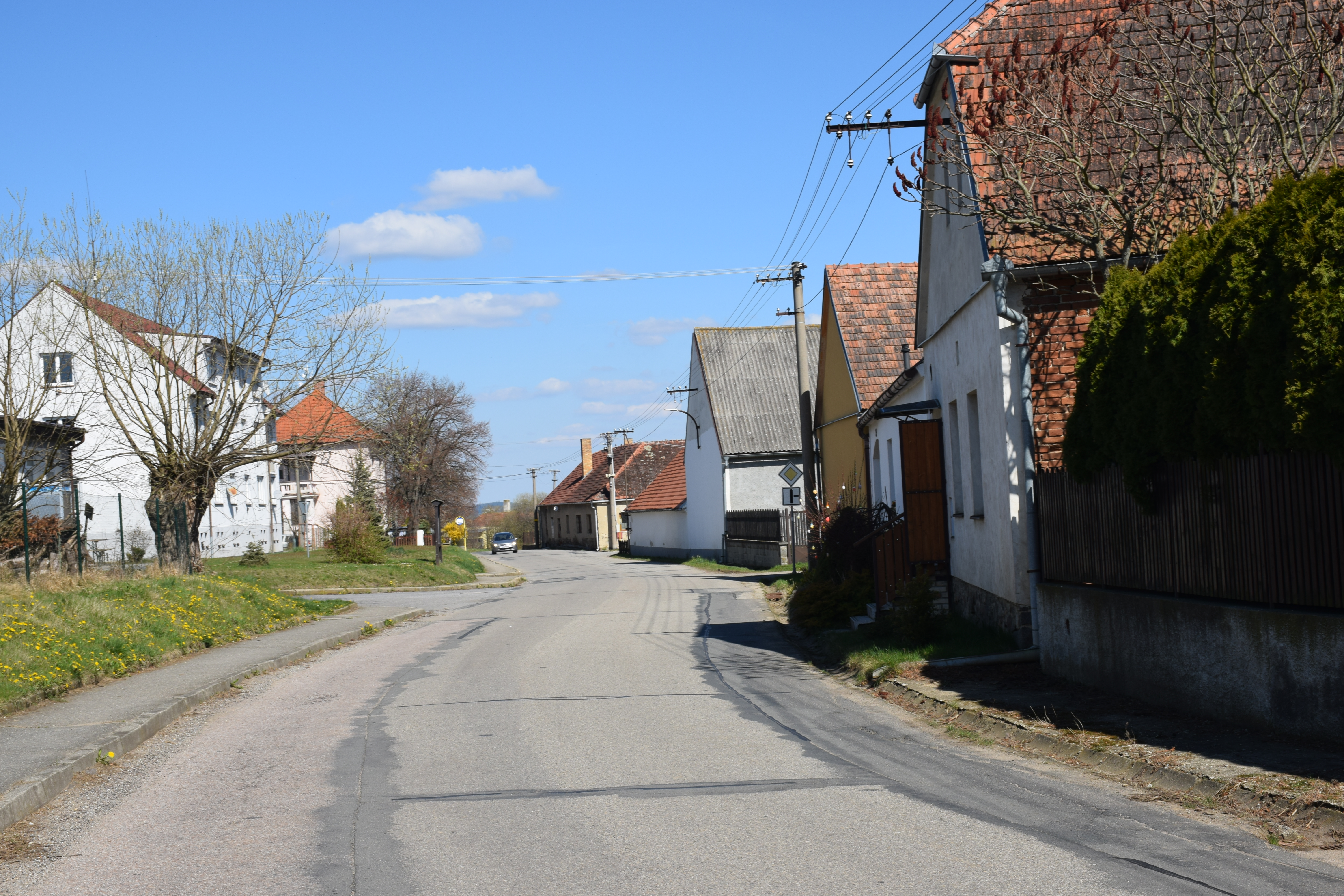
Ulice